# Rezerwat przyrody Rosochacz
Rezerwat przyrody Rosochacz – rezerwat leśny na terenie Obszaru Chronionego Krajobrazu Doliny Kamiennej w gminie Brody, w powiecie starachowickim, w województwie świętokrzyskim.
- Powierzchnia: 29,94 ha[1] (akt powołujący podawał 30,44 ha)
- Rok utworzenia: 1997
- Dokument powołujący: Zarządz. MOŚZNiL z 25.07.1997; MP. 51/1997, poz. 485
- Numer ewidencyjny WKP: 061
- Charakter rezerwatu: częściowy
- Przedmiot ochrony: naturalne wielogatunkowe lasy porastające żyzne i silnie uwilgocone namuły osadzone w dolinie rzeki Świętojanki; dominującymi gatunkami są: olsza, sosna, brzoza, dąb

Rezerwat leży przy drodze Lubienia - Starachowice i obejmuje wydzielenia 102 d, f, g, x i 103 b, c, d, h, j w leśnictwie Lubienia (obręb Lubienia, nadleśnictwo Starachowice). Występują tu następujące typ siedliskowe lasu: bór mieszany wilgotny, las mieszany świeży, las świeży, las wilgotny.
Przez teren rezerwatu prowadzi ścieżka dydaktyczna w formie pętli o długości około 2 km, wzdłuż jej trasy ustawiono 29 tablic informacyjnych. Przebycie trudniejszych fragmentów ścieżki umożliwiają wybudowane przez nadleśnictwo drewniane podesty.

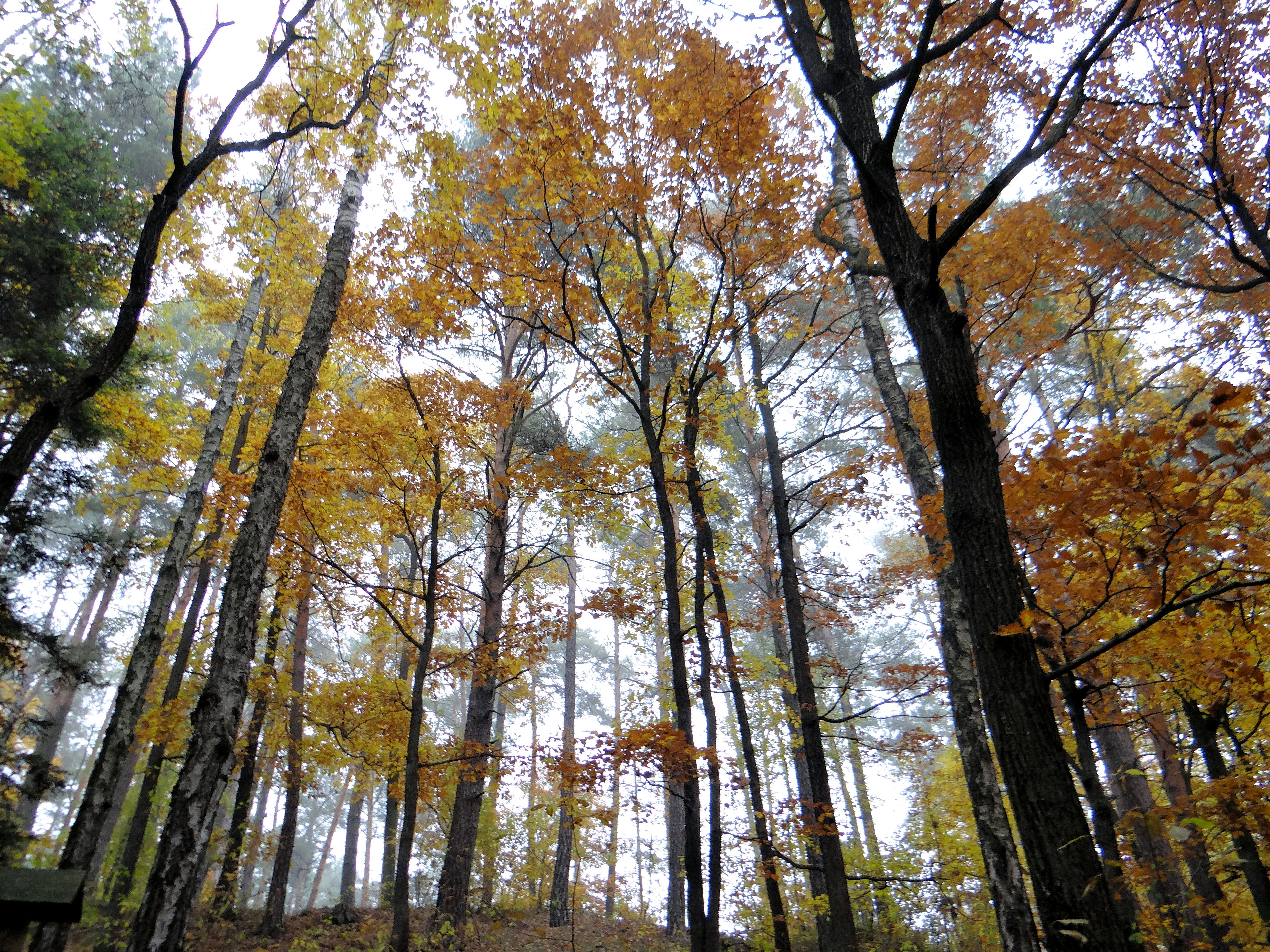
Drzewostan
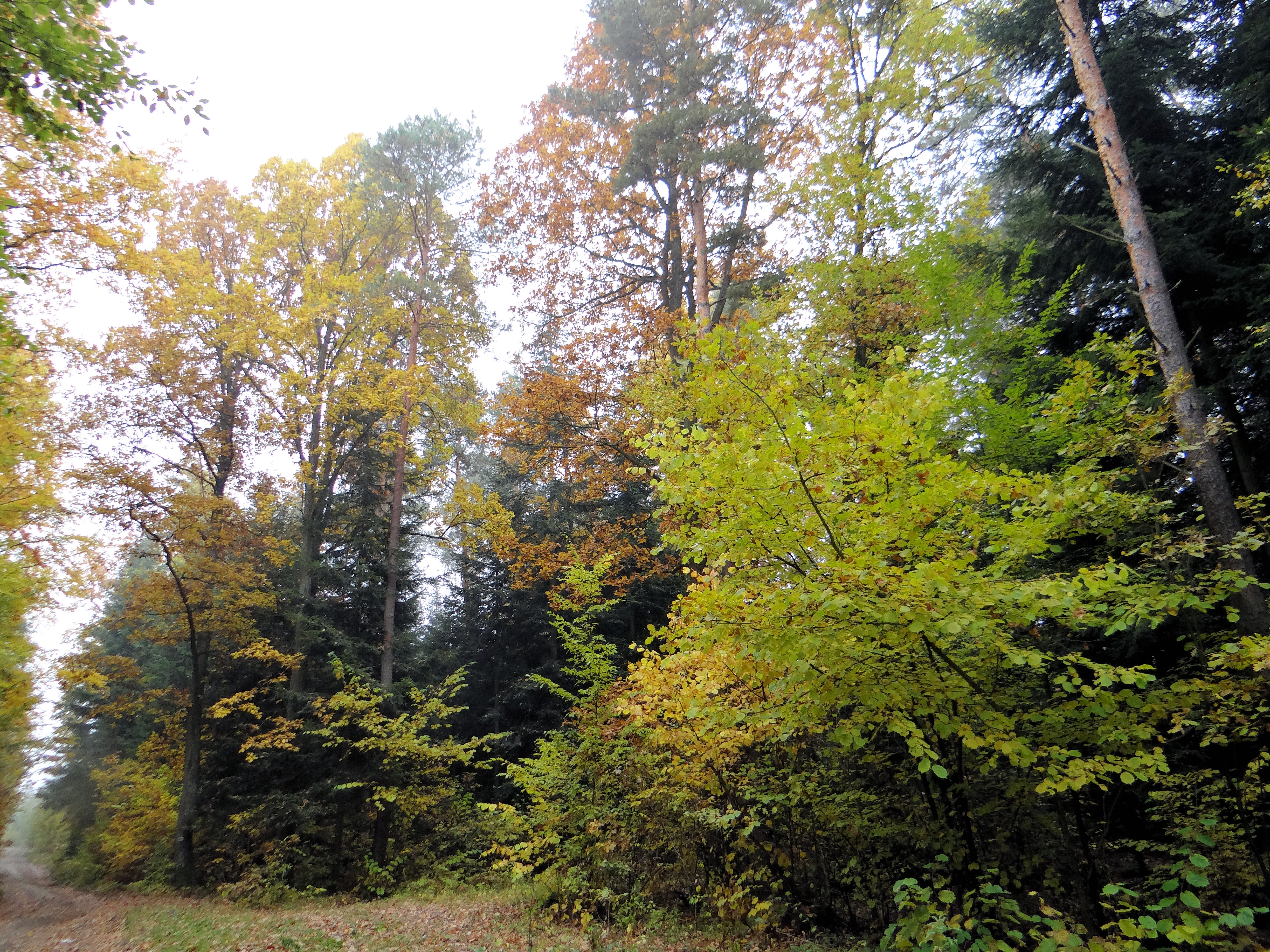
Drzewostan
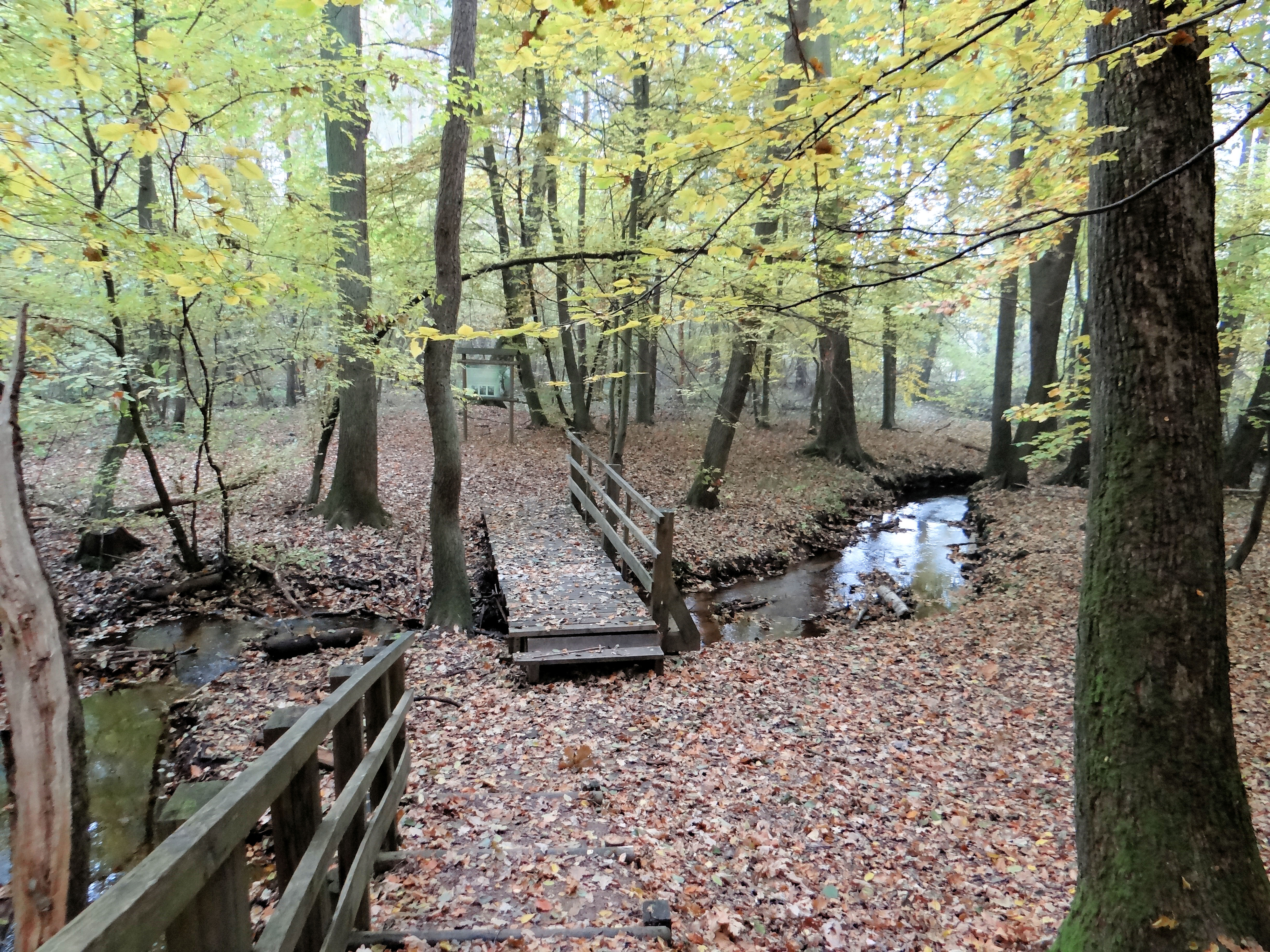
Ścieżka edukacyjna
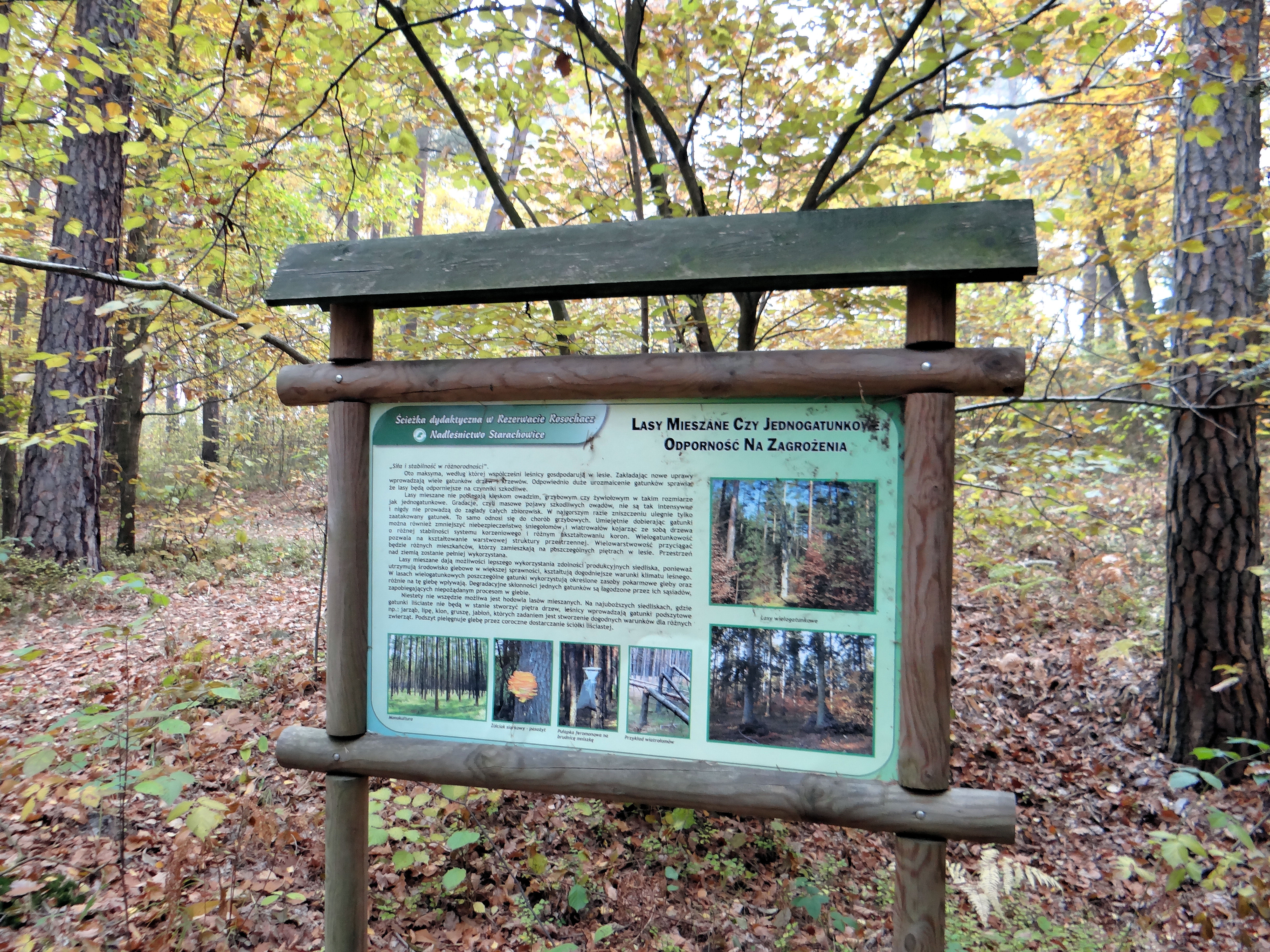
Jedna z tablic informacyjnych